# Vorfrieden von Versailles

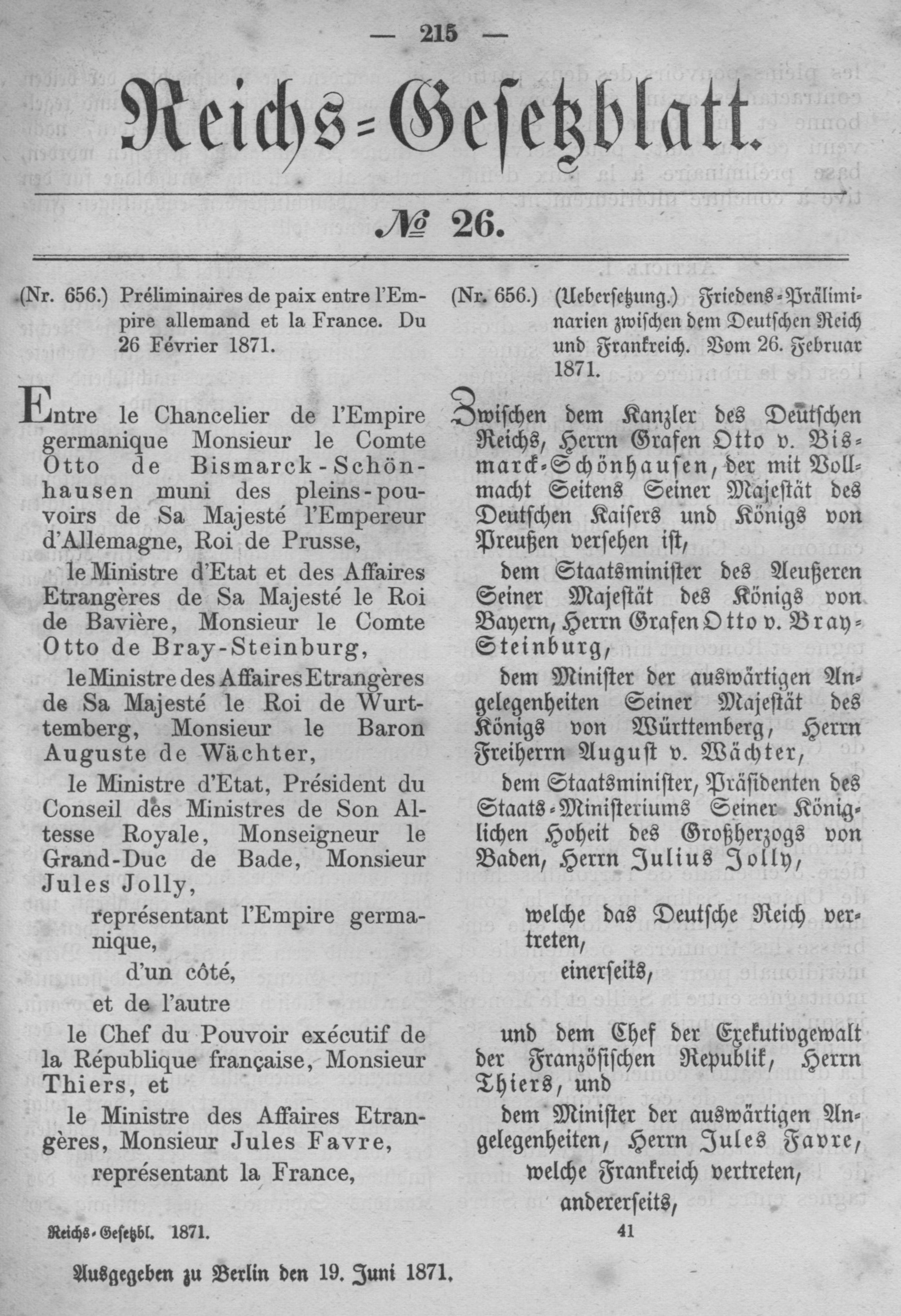
Reichsgesetzblatt vom 19. Juni 1871: Friedens-Präliminarien zwischen dem Deutschen Reich und Frankreich. Vom 26. Februar 1871.

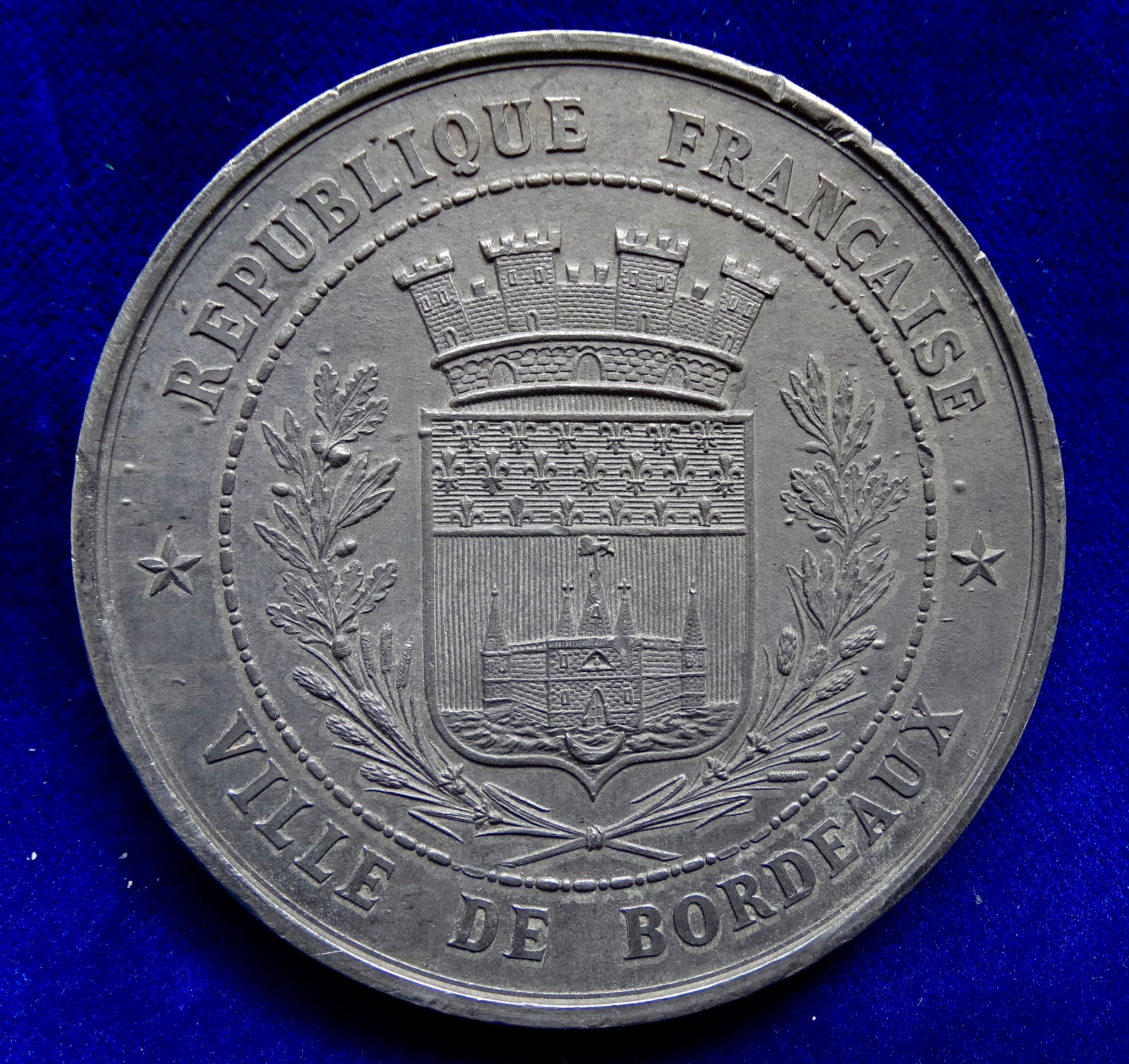
Numismatischer Beleg der Bestätigung der Friedenspräliminarien durch die Assemblée Nationale in Bordeaux am 4. März 1871, Vorderseite.

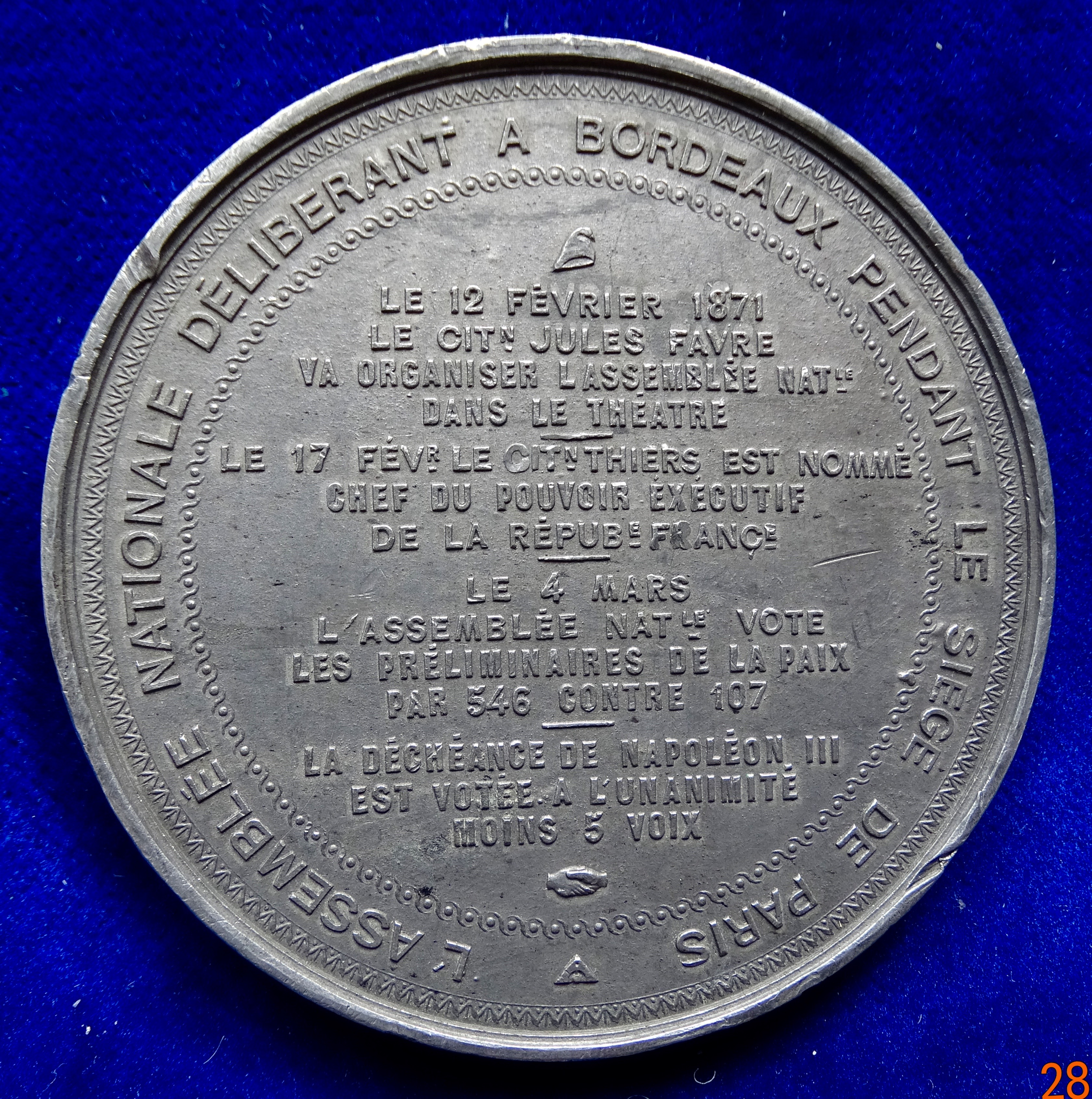
Numismatischer Beleg der Bestätigung der Friedenspräliminarien durch Assemblée Nationale in Bordeaux am 4. März 1871, Rückseite.

Der Vorfrieden von Versailles (offiziell Friedens-Präliminarien zwischen dem Deutschen Reich und Frankreich) wurde am 26. Februar 1871 zwischen Frankreich und dem Deutschen Reich während des Deutsch-Französischen Krieges im Schloss Versailles geschlossen. Dieser Präliminarfriede wurde im Mai 1871 durch den Frieden von Frankfurt bestätigt und ergänzt.
Der Vertragstext umfasst zehn Artikel. Mit dem Artikel I verzichtete Frankreich auf weite Teile seiner Départements Haut-Rhin, Bas-Rhin und Moselle sowie zwei Arrondissements des Départements Meurthe zugunsten des Deutschen Kaiserreichs, das während des Krieges gegründet wurde. Die abgetretenen Gebiete wurden im Juni 1871 mit dem Gesetz betreffend die Vereinigung von Elsaß und Lothringen mit dem Deutschen Reiche zum deutschen Reichsland Elsaß-Lothringen. In Artikel II verpflichtete sich Frankreich zur Zahlung einer Reparation in Höhe von fünf Milliarden Goldfranken. Die übrigen Artikel regeln unter anderem die Räumung besetzter Gebiete, die Auswanderung von Einwohnern der abgetretenen Gebiete und die Aufnahme von Friedensverhandlungen.
Der Vertrag wurde für Deutschland von Bundeskanzler Otto von Bismarck und den vier süddeutschen Ministern Otto von Bray-Steinburg, August von Wächter, Hermann von Mittnacht und Jolly unterzeichnet. Für Frankreich signierten Adolphe Thiers und Jules Favre.